# 三瀧寺
三瀧寺（みたきでら）は広島県広島市西区の三滝山（宗箇山）の中腹にある高野山真言宗の寺院。三滝寺とも。

## 概要
中国三十三観音の第十三番札所や広島新四国八十八ヶ所霊場第十五番札所で、桜や紅葉の名所としても知られる。
寺伝によれば809年（大同4年）空海（弘法大師）による創建とされ、「三滝観音」として古くから親しまれている。三滝山に切れ込む谷の底に位置しており、それが幸いして1945年の広島市への原子爆弾投下（爆心地から約3.18km）の際にもほとんど無傷であった。そのため当寺が臨時救護所となった。
境内には水流の異なる「駒ヶ滝」「梵音の滝」「幽明の滝」の三滝があり、その水は平和記念式典の献水にも使われている。
また境内にある朱塗りの多宝塔は、原爆犠牲者の供養のため1951年（昭和26年）に和歌山県広川町の広八幡神社から移築されたもので、広島県の重要文化財に指定されている。多宝塔内には国の重要文化財に指定されている木造阿弥陀如来坐像（平安時代）が安置されている。また、境内の想親観音堂・鐘楼・稲荷社・三鬼権現堂・鎮守堂は、広島市の被爆建物リストに登録されている。
三鬼権現堂には三鬼大権現が祀られる。庭園「補陀落の庭」は昭和30年代に重森三玲によって整備されたものである。

## 文化財
重要文化財（国指定）
木造阿弥陀如来坐像（多宝塔安置） - もと「大阪府河内長野市日野の観音寺に伝来した像。胎内に仁平4年（1154年）の銘がある。
広島県指定重要文化財
多宝塔 - 1968年（昭和43年）1月12日指定。
広島市指定重要有形文化財
木造阿弥陀如来坐像（本堂安置）

## アクセス
- JR可部線三滝駅から徒歩約20分
- 山陽道広島ICから約25分
- 広島バス22号線「三滝観音」行、終点下車

## 隣の札所
中国三十三観音霊場
12 佛通寺 -- 13 三瀧寺 -- 14 大聖院